# آمریتا پراکاش
آمریتا پراکاش (به انگلیسی: Amrita Prakash) بازیگر هندی است.
از کارهای معروف او می‌توان به بازی در فیلم ازدواج و بدون تو اشاره کرد.